# Robert Bolt
Robert Oxton Bolt, CBE (n. 15 august 1924, Sale, Anglia, Regatul Unit – d. 20 februarie 1995, Petersfield, Anglia, Regatul Unit) a fost un dramaturg englez. A câștigat Premiul Oscar ca scenarist de două ori. Este cel mai cunoscut pentru scenariile filmelor  Lawrence al Arabiei, Doctor Jivago și Un om pentru eternitate, ultimele două câștigând Premiul Oscar pentru cel mai bun scenariu adaptat.

## Scenarii
Bolt este cel mai cunoscut pentru scenariile sale de film și televiziune. Colaborarea sa cu regizorul David Lean i-a adus în special laude și recunoaștere, iar Bolt a încercat să regizeze fără succes  Lady Caroline Lamb (1972). În timp ce mulți l-au criticat pe Bolt pentru că s-a concentrat mai mult asupra aspectelor personale ale protagoniștilor săi decât asupra contextului politic mai larg (în special în  Lawrence și Man), majoritatea criticilor și a publicului au lăudat scenariile sale. Bolt a câștigat două premii Oscar, două premii BAFTA, având nominalizări la câteva alte premii.

## Filmografie
- 1962 Lawrence of Arabia (cu Michael Wilson) - în ciuda disputelor dintre Wilson și Bolt privind contribuția fiecăruia la acest scenariu, Bolt a realizat cea mai mare parte a dialogului filmului și a interpretării personajelor în timp ce Wilson s-a ocupat de povestea și fundalul filmului. Wilson nu a fost menționat, fiind Bolt singurul scenarist care a fost nominalizat, dar nu a câștigat un premiu Oscar cu acest film. Bolt și Lean au refuzat să recunoască contribuția lui Michael Wilson la film, și Wilson nu a fost menționat până în 1995.
- 1965 Doctor Zhivago - Bolt a câștigat un premiu Oscar pentru cel mai bun scenariu adaptat
- 1966 Un om pentru eternitate ([[A Man for All Seasons) - Bolt a câștigat din nou un premiu Oscar pentru cel mai bun scenariu adaptat, pe baza propriei piese de teatru
- 1969 Cortul roșu, relansat în SUA ca "The Red Tent", (dialoguri suplimentare, nemenționat)
- 1970 Fiica lui Ryan (Ryan's Daughter)
- 1972 Lady Caroline (și regizor)
- 1984 The Bounty
- 1986 The Mission (1986) (inițial publicat ca roman)
- 1988 Un om pentru eternitate (A Man for All Seasons)
- A Dry White Season (revizuire a scenariului, nemenționat)
- 1991 Without Warning: The James Brady Story (TV)

Bolt a mai lucr la primele variante ale scenariului pentru filmul Gandhi, dar scenariul său a fost considerat nesatisfăcător și a fost înlocuit cu cel al lui John Briley. Bolt mai are câteva proiecte neterminate, cum ar fi un miniserial de televiziune bazat pe romanul Burr scris de  Gore Vidal și o adaptare a A Wrinkle in Time de Madeleine L'Engle'.
După ce a fost plătit cu 400.000 de dolari SUA, plus zece procente din profituri pentru scenariul său Ryan's Daughter, Bolt a devenit, pentru un timp, scenaristul cel mai bine plătit de la Hollywood (singura concurență serioasă fiind  William Goldman).

## Legături externe
- Obituary in The Independent
- Correction to obituary in The Independent
- Robert Bolt la Internet Movie Database
- Robert Bolt biography and filmography  la Screenonline (British Film Institute)
- Producția filmului Lawrence of Arabia Arhivat în 25 mai 2011, la Wayback Machine., Jurnal digitalizat BAFTA, iarna 1962-63, inclusiv un articol de Robert Bolt
- http://www.cinemagia.ro/actori/robert-bolt-5626/